# Afrogecko porphyreus
El Afrogecko porphyreus es un gecko que se encuentra en Sudáfrica y Namibia. Es de tamaño mediano y cuerpo aplanado.

## Descripción
Posee un cuerpo grisáceo y moteado, cola larga y, en ocasiones, una banda pálida a lo largo del dorso. Se adapta a diversos medios, viviendo bajo las rocas e incluso en zonas urbanas.
Se alimenta de una gran variedad de pequeños insectos, de manera que se convierte en un control natural de plagas.
A. porphyreus no es un animal agresivo o territorial: a menudo se encuentran varios ejemplares compartiendo territorio e incluso nidos, donde concurren diversas hembras en la puesta de huevos.